# Heradion intermedium
Heradion intermedium är en spindelart som beskrevs av Thanaphum Chami-Kranon och Ono 2007. Heradion intermedium ingår i släktet Heradion och familjen Zodariidae.
Artens utbredningsområde är Vietnam. Inga underarter finns listade i Catalogue of Life.